# Ahad al-Bussaidiyya
Sayyida Ahad al-Bussaidiyya, de son nom complet Ahad bint Abdullah bin Hamad Al Busaidiyah (عهد بنت عبدالله بن حمد البوسعيدية, née le 4 avril 1969, est l’épouse du sultan d’Oman, Haïtham ben Tariq,.

## Jeunesse
Sayyida Ahad est la fille de Sayyid Abdoullah bin Hamad Al Busaidi, ancien sous-secrétaire à la Justice du ministère de la Justice, Awqaf, et des Affaires islamiques, et ancien gouverneur de Moussandam,. Elle descend d’Ahmed ibn Saïd, le premier monarque d’Oman de la dynastie Al Saïd.
Elle suit sa scolarité à Oman, puis des études de sociologie à l’étranger.

## Mariage et enfants
Sayyida al-Bussaidiyya et son époux, Haïtham ben Tariq, ont quatre enfants, :
- le prince héritier Theyazin ben Haïtham (né le 21 août 1990)[9], qui épouse Sayyida Meyyan bint Shihab ben Tariq Al Saïd le 11 novembre 2021 au Mazay Hall du palais royal de Mascate[10] ;
- Sayyid Bilarab ben Haïtham (né le 10 janvier 1995), qui épouse le 15 juin 2021 au palais royal[11]
- Sayyida Thuraya ben Haïtham
- Sayyida Omaima ben Haïtham

## Première dame Oman
Ahad devient la première dame d’Oman quand son mari accède au trône le 11 janvier 2020, après la mort de Qabous ibn Saïd le 10. Elle remplit les fonctions traditionnelles d’une épouse de monarque : mettre au monde des héritiers, actions de charité, mais elle agit aussi en faveur des femmes. Elle fait sa première apparition publique le 17 octobre, lors de la journée nationale des femmes : elle accueille 50 femmes omanaises au palais Al-Baraka pour leur rôle dans la société,. Elle remet discrètement en cause les canons féminins : port du voile à mi-tête (malgré les protestations des religieux conservateurs) et attitude générale assez libérale.

### Fondation Ahad
En 2021, elle crée la fondation Ahad pour soutenir les femmes, les handicapés et les pauvres. Son premier projet est le convoi Ahad al Khair qui livre de l’aide aux familles touchées par les cyclones Gulab et Shaheen,. La fondation soutient également la campagne Fak Kurbah de l’association des juristes omanais pour la libération des prisonniers pour dettes,.

## Titre et style
À Oman, il n’existe pas de titre pour l’épouse du sultan. Ahad est appelée Al Sayyida Al Jalila qui peut se traduire par La Grande Dame, L’Honorable Dame ou la Dame Vénérable.